# Свободное (Ленинградская область)
Свободное (до 1948 года Кирву, фин. Kirvu) — посёлок в Каменногорском городском поселении Выборгского района Ленинградской области.

## Название
18 января 1948 года по решению второй сессии Кирвуского сельсовета селу Кирву было присвоено наименование Свободный. Переименование в форме среднего рода было закреплено указом Президиума ВС РСФСР от 13 января 1949 года.

## История
В XIV веке Кирву было частью обширного Яскинского уезда. В 1655 году в приходе появился священник.
- Село Кирву (Кирвус) на русской карте 1745 года

В 1858 году церковный приход Кирву стал самостоятельным. Сама волость Кирву была основана в 1871 году.
В 1815—1816 в Кирву была построена деревянная церковь. При церкви была колокольня восточно-финского типа. Алтарная картина «Вознесение Христа» была написана Александрой Фростерус-Солтин.
Село Кирву было известно своим сельскохозяйственным колледжем, медицинским колледжем, а также природным санаторием.
- Село Кирву на финской карте 1923 года

До 1939 года село Кирву входило в состав одноименной волости Выборгской губернии Финляндской республики. С 1 января 1940 года — в составе Карело-Финской ССР. С 1 июля 1941 года по 31 мая 1944 года финская оккупация. С 1 ноября 1944 года — в составе Кирвуского сельсовета Яскинского района. С 1 октября 1948 года — в составе Новосельского сельсовета Лесогорского района. С 1 января 1949 года учитывается административными данными, как деревня Свободное. В ходе укрупнения хозяйства к деревне было присоединено соседнее селение Карьялайнен. С 1 октября 1950 года — в составе Бородинского сельсовета. С 1 декабря 1960 года — в составе Выборгского района. В 1961 году население деревни составляло 420 человек.
По данным 1966, 1973 и 1990 годов посёлок Свободное находился в составе Бородинского сельсовета. В 1997 году в посёлке Свободное Бородинской волости проживали 204 человека, в 2002 году — 103 человека (русские — 88 %).
В 2007 году в посёлке Свободное Каменногорского ГП проживали 120 человек, в 2010 году — 122 человека.

## География
Посёлок расположен в северной части района на автодороге 41К-024 (Среднегорье — Топольки).
Расстояние до административного центра поселения — 20 км. 
Расстояние до ближайшей железнодорожной станции Бородинское — 10 км. 
Посёлок находится на восточном берегу озера Свободное. 

## Демография
| 2007 | 2010 | 2017 | 2021 |
| ---- | ---- | ---- | ---- |
| 120  | ↗122 | ↘115 | ↗154 |

## Известные уроженцы
- Юхо Ниукканен (1888—1954) — финский политик
- Лиизи Бекман (1924—2004) — финская художница и дизайнер
- Эйя Поккинен (род. 1939) — финская актриса[19]

## Улицы
Береговая, Майская, Мужества, Памятная, Советская.